# کلادوو
کلادوو (به آلمانی: Berlin-Kladow) یک منطقهٔ مسکونی در آلمان است که در Spandau واقع شده‌است. کلادوو ۱۳٬۶۲۸ نفر جمعیت دارد.